# Капитан Марвел (саундтрек)
Капита́н Ма́рвел (оригинальный саундтрек) — саундтрек к фильму «Капитан Марвел» (2019) от компании Marvel Studios, основанному на одноимённом персонаже компании Marvel Comics. Музыка была написана турецко-американским композитором Пинар Топрак. Альбом саундтреков был выпущен лейблом Hollywood Records 8 марта 2019 года в США.

## Разработка
В мае 2018 года Кларк Грегг указал, что в саундтрек к фильму войдут песни 1990-х годов. Пинар Топрак подписала контракт на написание музыки к фильму в следующем месяце, что сделало её первой женщиной, написавшей музыку к фильму КВМ. Режиссёры Анна Боден и Райан Флек заявили, что, хотя они хотели привлечь в фильм больше женщин, Топрак была нанята не из-за её пола, а потому, что она выделялась как их фаворит среди группы кандидатов, в которую входили как мужчины, так и женщины. Для своего прослушивания Топрак наняла оркестр из 70 человек, чтобы они исполнили семь минут сочинённой ею музыки. Топрак описала музыку как сплав электронных и оркестровых звуков с электронными частями, представляющими инопланетян, и оркестром, представляющим главного героя. Топрак записала электронные звуки на аналоговом синтезаторе в своей домашней студии и записала оркестр из 90 человек в студии Abbey Road в Лондоне. Топрак сказала, что основной частью разработки музыки была тема главного героя, а позже были разработаны темы для Кри и Скруллов, которых она пыталась соединить, чтобы «найти вселенную» для сцен фильма в космосе и на Земле, описывая сцены на Земле как «забавные».
Топрак попыталась развить тему персонажа как тему, «узнаваемую с первых двух нот», заявив, что «[зрители] не всегда имеют время, особенно позже в фильме, чтобы полностью погрузиться в это». Она начала развивать тему фильма, «напевая идеи», в конечном итоге сделав «интервал минор-семь» во время прогулки, который она использовала в качестве темы фильма. Топрак сказала, что тема Кэрол Дэнверс «сильная и мощная», но также и эмоциональная, чтобы акцентировать внимание на уязвимости персонажа. Она также попыталась продемонстрировать «очень весёлый и действительно остроумный» характер персонажа. Топрак была вдохновлена фильмами 90-х годов на саундтрек, заявив, что «в то время саундтрек к боевикам был намного более заметен. Очень динамично, много всего происходит», и что саундтрек отдаёт дань уважения саундтреку к боевикам 1990 года». Ближе к концу фильма, Топрак ссылается к теме Алана Сильвестри из фильма «Мстители» (2012).
В апреле 2019 года Марк Сальсидо с веб-сайта Screen Geek заявил, что Marvel и режиссёры фильма были недовольны работой Топрак над фильмом даже после того, как она ответила на «достаточные» примечания и заменила её в качестве композитора для фильма с Майклом Джаккино. Джаккино ответил на этот отчёт, подтвердив своё участие в фильме, и рассказал, что его попросили дать отзыв о работе Топрак, когда он работал с Marvel над музыкой к фильму «Человек-паук: Вдали от дома» (2019). Он думал, что Топрак написала «красивую тему и вдохновляющую музыку» для фильма и помог ей поработать над «несколькими репликами», которые, по его словам, поддержали её как члена «семьи» Marvel. Джаккино ясно дал понять, что он «не писал музыку для Капитана Марвел... Суть в том, что [Топрак] - потрясающий композитор, и я, безусловно, не нужен».

## Трек-лист
Вся музыка написана Пинар Топрак.
| №                   | Название                   | Длительность |
| ------------------- | -------------------------- | ------------ |
| 1.                  | «Captain Marvel»           | 2:15         |
| 2.                  | «Waking Up»                | 1:28         |
| 3.                  | «Boarding the Train»       | 1:30         |
| 4.                  | «Why Do You Fight?»        | 1:14         |
| 5.                  | «Let's Bring Him Home»     | 1:39         |
| 6.                  | «Entering Enemy Territory» | 3:33         |
| 7.                  | «Breaking Free»            | 5:24         |
| 8.                  | «Hot Pursuit»              | 4:34         |
| 9.                  | «Lost the Target»          | 2:10         |
| 10.                 | «Lifting Fingerprints»     | 1:31         |
| 11.                 | «Finding the Records»      | 5:20         |
| 12.                 | «Escaping the Basement»    | 4:23         |
| 13.                 | «Photos of Us»             | 1:56         |
| 14.                 | «Learning the Truth»       | 3:16         |
| 15.                 | «New Clothes»              | 1:04         |
| 16.                 | «Space Turbulence»         | 2:58         |
| 17.                 | «High Score»               | 2:35         |
| 18.                 | «Interrupting Something?»  | 1:30         |
| 19.                 | «Trapped»                  | 3:19         |
| 20.                 | «I'm All Fired Up»         | 3:20         |
| 21.                 | «More Problems»            | 8:15         |
| 22.                 | «You Could Use a Jump»     | 1:45         |
| 23.                 | «This Isn't Goodbye»       | 2:29         |
| Общая длительность: | Общая длительность:        | 1:07:28      |

## Дополнительная музыка
Дополнительная музыка, представленная в фильме, включает:
- «Crazy on You» группы Heart
- «Kiss Me Deadly» группы Литы Форд
- «Whatta Man» группы Salt-N-Pepa
- «Connection» группы Elastica
- «Only Happy When It Rains» группы Garbage
- «Crush with Eyeliner» группы R.E.M.
- «Waterfalls» группы TLC
- «You Gotta Be» группы Дес'ри
- «Come as You Are» группы Nirvana
- «Just a Girl» группы No Doubt
- «Man on the Moon» R.E.M.
- «Please Mr. Postman» группы The Marvelettes (в исполнении Сэмюэля Л. Джексона )
- «Celebrity Skin» группы Hole

Официальный плейлист с этими песнями доступен в музыкальном стриминговом сервисе Apple Music.
Radio Times похвалил подборку треков, сказав: «В очередной раз Marvel абсолютно точно подобрала саундтрек к фильму», но также отметил, что режиссёры фильма не обязательно раскапывали относительно неизвестную «любимую классику», чтобы включить «её в саму ткань фильма», в отличие от того, чего добился Джеймс Ганн с фильмом «Стражи Галактики» (2014)
.

## Чарты
| Чарт (2019)                           | Высшая позиция |
| ------------------------------------- | -------------- |
| Австралийские цифровые альбомы (ARIA) | 26             |